# ناحیه ورقله
ناحیه ورقله (به عربی: دائرة ورقلة) یک ناحیه در الجزایر است که در استان ورقله واقع شده‌است.

## خصوصیات
ناحیه ورقله ۱۹۱٬۱۳۶ نفر جمعیت دارد.